# Остров Жижгин
Остров Жижгин — населённый пункт в Приморском районе Архангельской области. Входит в состав Пертоминского сельского поселения.

## География
Населенный пункт находится на острове Жижгинский, на расстоянии 80 км (по прямой) к юго-востоку от посёлка Пертоминск, центра сельского поселения.

### Климат
Климат умеренно-континентальный, морской с продолжительной зимой и коротким прохладным летом. Зима длинная (до 250 дней) и холодная, с температурой воздуха до —26 °C и сильными ветрами. Средняя температура января — 15 °C. Лето прохладное, средняя температура июля + 16 °C. Осадков от 400 до 600 мм в год. В среднем за год около 27 % всех осадков выпадает в виде снега, 55 % — в виде дождя и 12 % приходится на мокрый снег и снег с дождем. Характерна частая смена воздушных масс, поступающих из Арктики и средних широт. Погода крайне неустойчива. Длина светового дня колеблется от 3 часов 30 минут (22 декабря) до 21 часа 40 минут (22 июня).

### Часовой пояс
Населённый пункт Остров Жижгин, как и вся Архангельская область, находится в часовой зоне МСК (московское время). Смещение применяемого времени относительно UTC составляет +3:00.

## Население
| 2002 | 2010 | 2012 |
| ---- | ---- | ---- |
| 9    | ↘2   | ↗10  |

### Национальный состав
Согласно результатам переписи 2002 года, в национальной структуре населения русские составляли 86 % из 7 чел.

## Инфраструктура
В населённом пункте инфраструктура отсутствует.